# U-960
| U-960                      | U-960                                                          | U-960                                                          |
| -------------------------- | -------------------------------------------------------------- | -------------------------------------------------------------- |
|                            |                                                                |                                                                |
|                            |                                                                |                                                                |
|                            |                                                                |                                                                |
| Під прапором               | Третій рейх                                                    | Третій рейх                                                    |
| Спуск на воду              | 3 грудня 1942 року                                             | 3 грудня 1942 року                                             |
| Виведений зі складу флоту  | 19 травня 1944 року                                            | 19 травня 1944 року                                            |
| Сучасний статус            | затоплений                                                     | затоплений                                                     |
| Проєкт                     |                                                                |                                                                |
| Тип ПЧ                     | Торпедний ДПЧ                                                  | Торпедний ДПЧ                                                  |
| Основні характеристики     |                                                                |                                                                |
| Швидкість (надводна)       | 17,7 вузлів                                                    | 17,7 вузлів                                                    |
| Швидкість (підводна)       | 7,6 вузлів                                                     | 7,6 вузлів                                                     |
| Робоча глибина занурення   | 100 м                                                          | 100 м                                                          |
| Гранична глибина занурення | 220 м                                                          | 220 м                                                          |
| Екіпаж                     | 44 осіб                                                        | 44 осіб                                                        |
| Розміри                    |                                                                |                                                                |
| Довжина найбільша (по КВЛ) | 67,1 м                                                         | 67,1 м                                                         |
| Ширина корпусу найб.       | 6,2 м                                                          | 6,2 м                                                          |
| Висота                     | 9,6 м                                                          | 9,6 м                                                          |
| Середня осадка (по КВЛ)    | 4,70 м                                                         | 4,70 м                                                         |
| Водотоннажність надводна   | 769 т                                                          | 769 т                                                          |
| Озброєння                  |                                                                |                                                                |
| Артилерія                  | одна палубна гармата калібру 88-мм, одна 20-мм зенітна гармата | одна палубна гармата калібру 88-мм, одна 20-мм зенітна гармата |
| Торпедно- мінне озброєння  | 4 носових і один кормовий ТА. 14 торпед або 26 мін             | 4 носових і один кормовий ТА. 14 торпед або 26 мін             |

U-960 — німецький підводний човен типу VIIC, часів Другої світової війни.
Замовлення на будівництво човна було віддане 5 червня 1941 року. Човен був закладений на верфі суднобудівної компанії «Blohm + Voss» у Гамбурзі 20 березня 1942 року під заводським номером 160, спущений на воду 3 грудня 1942 року, 28 січня 1943 року увійшов до складу 5-ї флотилії. Також за час служби входив до складу 3-ї флотилії. Єдиним командиром човна був оберлейтенант-цур-зее Гюнтер Гайнріх.
Човен зробив 5 бойових походів, в яких потопив 2 судна та військовий допоміжний корабель.
Потоплений 19 травня 1944 року в Середземному морі північно-західніше Алжиру (37°20′ пн. ш. 01°35′ сх. д. / 37.333° пн. ш. 1.583° сх. д.) глибинними бомбами американських есмінців «Ніблек» і «Ладлоу», двох британських бомбардувальників «Веллінгтон» і одного британського бомбардувальника «Вентура». 31 члени екіпажу загинули, 20 врятовані.

## Потоплені та пошкоджені кораблі[3]
| Назва             | Тип            | Належність | Дата            | Тоннаж (БРТ) | Вантаж                          | Статус    | Місце                                                       |
| «Архангельск»     | вантажне судно | СРСР       | 30 вересня 1943 | 2 480        | Техніка для Норільського заводу | потоплено | 76°54′ пн. ш. 92°29′ сх. д. / 76.900° пн. ш. 92.483° сх. д. |
| Т-896 (No 42)     | тральщик       | СРСР       | 1 жовтня 1943   | 611          |                                 | потоплено | 75°28′ пн. ш. 83°25′ сх. д. / 75.467° пн. ш. 83.417° сх. д. |
| Sumner I. Kimball | вантажне судно | США        | 16 січня 1944   | 7 176        | Баласт                          | потоплено | 52°35′ пн. ш. 35°00′ зх. д. / 52.583° пн. ш. 35.000° зх. д. |